# Luis Alberto Moreno

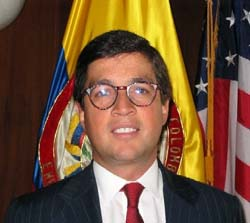
Luis Alberto Moreno

Luis Alberto Moreno Mejía (* 3. Mai 1953 in Kolumbien) ist ein kolumbianischer Politiker und war von 2005 bis 2020 Präsident der Interamerikanischen Entwicklungsbank.

## Biografie
Nach dem Schulbesuch studierte er Betriebswirtschaftslehre und Ökonomie an der Florida Atlantic University und schloss dieses Studium mit einem Bachelor of Arts (B.A.) ab. Ein darauf folgendes postgraduales Studium an der American Graduate School of International Management der Thunderbird University beendete er 1977 mit einem Master of Business Administration (MBA).
Für das von ihm zwischen Januar 1982 und September 1990 produzierte Nachrichtenprogramm TV Hoy erhielt er mehrere Preise für die journalistischen Leistungen. Für seine herausragende Arbeit auf dem Gebiet des Journalismus erhielt er die Nieman Fellowship und konnte dadurch von September 1990 bis Juni 1991 Forschungsstudien an der Harvard University betreiben.
Von 1991 bis 1994 war er während der Präsidentschaft von César Gaviria in führenden Stellungen in der Regierung tätig. Zunächst war er zwischen Dezember 1991 bis Juli 1992 Präsident des Instituts für Industrieförderung IFI (Instituto de Fomento Industrial), der Industriefinanzierungsgesellschaft und Holding einiger der größten öffentlichen Unternehmen des Landes. In dieser Funktion leitete er ein erfolgreiches Privatisierungsprogramm ein und entwickelte auch neue Finanzierungsinstrumente für die Privatindustrie, um Nutzen auch der wirtschaftlichen Liberalisierungspolitik der Regierung Gaviria zu ziehen.
Präsident Gaviria ernannte ihn dann im Juli 1992 zum Minister für wirtschaftliche Entwicklung. Während seiner Amtszeit modernisierte er das Ministerium und dessen nachgeordnete Behörden und leitete zugleich die Einführung und Durchführung der Industriepolitik und die Strategie der Wettbewerbsfähigkeit. Als Minister war er auch für das soziale Investitionspolitik der Regierung und dabei besonders für die Strategie des Wohnungsbaus für Geringverdiener.
Nach seinem Ausscheiden aus der Regierung wurde er im Januar 1994 Leiter des Präsidentschaftswahlkampfes von Andrés Pastrana, der allerdings gegen Ernesto Samper unterlag.
Nachdem er zwischen November 1994 und August 1997 Leitender Berater der Luis-Carlos-Sarmiento-Angulo-Gruppe, der führenden Bank- und Finanzgruppe Kolumbiens mit einem Aktiva von 10 Milliarden US-$, war, war er von August 1997 bis Juli 1998 Repräsentant für die Andenregion der WestSphere Capital, einer privaten Eigenkapital-Firma, die sich schwerpunktmäßig mit Gelegenheitsinvestitionen in Lateinamerika befasste.
Zwischen Juli 1998 und 2005 war er Botschafter in den Vereinigten Staaten und damit zu einer Zeit als es zu spürbaren Verbesserungen in den diplomatischen Beziehungen beider Länder kam. Seine bedeutendste Leistung in diesem Zusammenhang war die erfolgreiche Unterstützung eines von beiden Seiten getragenen Unterstützungsprogramms der USA für Kolumbien und der für die Bereitstellung von 6 Milliarden US-$ notwendigen Genehmigung durch den Kongress der Vereinigten Staaten. Diese Mittel führten zu einer deutlichen Umsetzung der Sicherheits- und Wirtschaftssituation in Kolumbien.
Moreno wurde als Nachfolger von Enrique Iglesias am 1. Oktober 2005 erstmals für eine fünfjährige Amtszeit Präsident der Interamerikanischen Entwicklungsbank (IDB). Am 6. Juli 2010 wurde er bei einem Sondertreffen des Gouverneursrates für eine zweite fünfjährige Amtszeit wiedergewählt. Als Präsident der IDB fungierte er zugleich als Vorsitzender der Geschäftsführung der Interamerikanischen Investmentgesellschaft (IIC) sowie als Vorsitzender des Vergabeausschusses des Multilateralen Investmentfonds (MIF). Seine Amtszeit endete am 30. September 2020.
Für seine Verdienste wurde er mehrfach ausgezeichnet und erhielt unter anderem am 2. August 2002 das Großkreuz des Orden de Boyacá, Kolumbiens höchste Auszeichnung. 2021 wurde ihm der japanische mehrfarbige Orden der Aufgehenden Sonne am Band verliehen.
Seit 2016 ist er Mitglied im Internationalen Olympischen Komitee.